# زبوژیتشکو
زبوژیتشکو (به لاتین: Zbožíčko) یک منطقهٔ مسکونی در جمهوری چک است که در شهرستان نیمبورک واقع شده‌است.